# Veloland Schweiz

Veloland Schweiz

Fahrradrouten im Veloland Schweiz

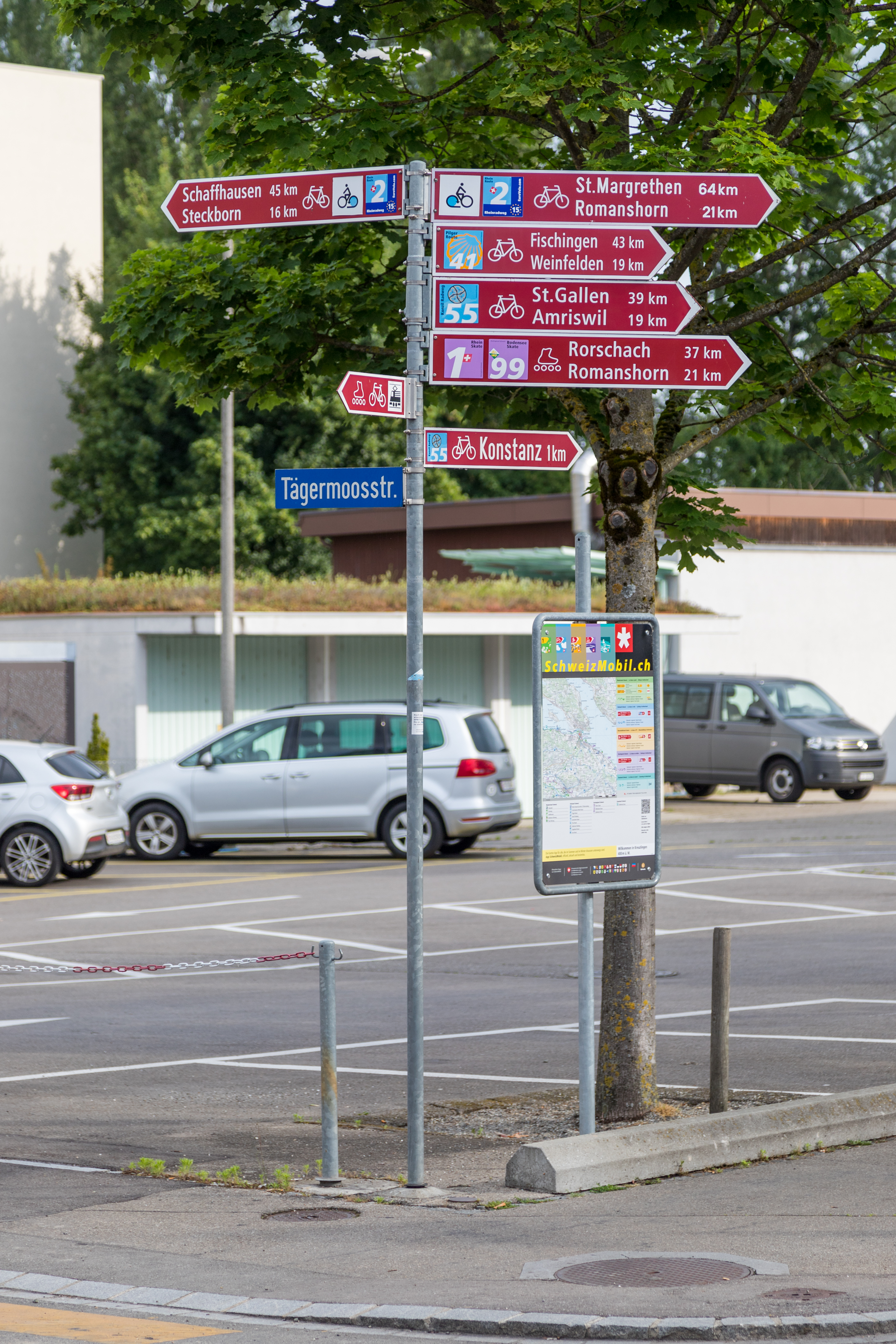
Velo- (und Skater-) Wegweiser in Kreuzlingen

Der Begriff Veloland Schweiz bezeichnet das offizielle Netz der Freizeit-Fahrradrouten in der Schweiz und ist Teil von SchweizMobil.
Die nationalen und regionalen Velorouten sind nur das Rückgrat einer insgesamt guten Fahrradwegweisung. Deren auffällige Farbgebung lässt sie auch Autofahrern ins Auge fallen und unterstützt damit in diesem Land mit relativ wenigen strassenbegleitenden Radwegen das Velofahren auf der Fahrbahn.

## Nationale Velorouten
Sichtbare Tätigkeit von Veloland Schweiz ist die Ausschilderung von Velorouten mittels roten Wegweisern. Dabei sind die nationalen Routen durch einstellige Nummern gekennzeichnet, um sie so von den regionalen Routen abzuheben. Für jede nationale Route veröffentlicht Veloland im Werd Verlag einen Routenführer auf Deutsch und auf Französisch mit Kartenausschnitten im Massstab 1:100'000 mit fahrradtechnischen und touristischen Informationen.
Es wurden neun nationale und zahlreiche regionale Routen eingerichtet. Die neun nationalen Routen sind:
- 1. Rhone-Route: Andermatt – Genf, 350 km (26 km Naturstrasse), 4360 Höhenmeter
- 2. Rhein-Route: Andermatt – Oberalppass – Chur – Schaffhausen – Basel, 430 km (68 km Naturstrasse)
- 3. Nord-Süd-Route: Basel – Chiasso, 365 km (30 km Naturstrasse)
- 4. Alpenpanorama-Route: St. Margrethen – Aigle, 485 km (10 km Naturstrasse)
- 5. Mittelland-Route: Romanshorn – Lausanne, 370 km (85 km Naturstrasse), 1600 Höhenmeter
- 6. Graubünden-Route: Chur – Bellinzona, 152 km (55 km Naturstrasse)
- 7. Jura-Route: Basel – Nyon, 280 km (14 km Naturstrasse)
- 8. Aare-Route: Oberwald – Koblenz, 305 km (64 km Naturstrasse)
- 9. Seen-Route: Montreux – Rorschach, 505 km (64 km Naturstrasse)

Diese Routen werden oft über asphaltierte Strassen und Wege geführt, aber sie enthalten auch alle immer wieder Abschnitte, die noch nicht asphaltiert sind.
Siehe auch: Nationale Routen in der Liste der Radwanderrouten der Schweiz

## Regionale Velorouten
Regionale Velorouten sind Velorouten, die man an 1–2 Tagen zurücklegen kann. Es gibt 54 regionale Velorouten in der Schweiz. Beispiele sind:
- 26. Ostschweizer Wein-Route: Schaffhausen – St. Gallen
- 77. Rigi–Reuss–Klettgau: Brunnen – Rotkreuz ZG – Baden AG – Klettgau – Schaffhausen
- 82. Seerücken-Route: Schaffhausen – Arbon
- 86. Rheinfall–Zürcher Oberland: Schaffhausen – Wattwil (Ricken)
- 96. Bodensee-Radweg: Konstanz – Friedrichshafen – Bregenz – Konstanz

Siehe auch: Regionale Routen in der Liste der Radwanderrouten der Schweiz

## Lokale Velorouten
Lokale Velorouten sind Halbtages- bis Tagestouren, die meistens als Rundtour angelegt sind. Es gibt derzeit 261 lokale Velorouten in der Schweiz. Sie werden jeweils mit einer dreistelligen Nummer gekennzeichnet. Ein Beispiel für eine lokale Veloroute ist die Route 888 Grünes Band Bern.

## Signalisation

Signalisation für Routen im Velo- bzw. Mountainbikeland Schweiz. Das erste Logo steht für eine nationale Veloroute, das zweite für eine nationale Mountainbikeroute.

Die Velorouten sind jeweils einer Nummer zugeteilt. Alle Velowege (auch jene, die keiner Nummer angehören, also z. B. solche, die vom Veloweg zum Bahnhof führen) haben eine rote Beschilderung. Direkt nach der Nummer ist ein Velo, z. T. auch noch ein Mountainbike, falls hier eine Mountainbikeroute verläuft. Die danach angeschriebenen Orte sind jeweils oben das Etappenziel und unten das Zwischenziel. Ebenfalls angegeben sind die noch zu fahrenden Kilometer.

## Stiftung Veloland Schweiz
Die Stiftung Veloland Schweiz wurde im Jahr 1995 gegründet, um bis 1998 im Rahmen einer Public Private Partnership ein nationales Netz von Fahrradrouten zu realisieren. Im Jahr 1998 wurden die Stiftungsziele erweitert in „Entwicklung von nachhaltigen Freizeit- und Tourismusangeboten im Bereich Human Powered Mobility“. Dies beinhaltet eine Verknüpfung mit dem öffentlichen Verkehr und die Verbesserung der Transportmöglichkeiten für Fahrräder.
Als nationale Stiftung ist Veloland Schweiz der Aufsicht des Bundes unterstellt. Sie ist im Handelsregister von Bern-Mittelland eingetragen. Die Trägerschaft der Stiftung besteht aus den 26 Kantonen, nationalen Fahrradinteressenverbänden (IG Velo Schweiz, ATB, Swiss Cycling, Velo Suisse), nationalen Automobilclubs (TCS, VCS), dem Bundesamt für Energie, Swiss Olympic, dem Schweizer Tourismus-Verband und der Schweizerischen Beratungsstelle für Unfallverhütung.
2008 ist die Stiftung Veloland Schweiz in die Stiftung SchweizMobil übergegangen.